# Wrocław Osobowice
Wrocław Osobowice – stacja kolejowa we Wrocławiu, przy ulicy Pełczyńskiej, na osiedlu Lipa Piotrowska, położona na rozwidleniu linii łączących Wrocław ze stacją Poznań Główny i stacją Jelcz Miłoszyce. Według klasyfikacji PKP ma kategorię dworca aglomeracyjnego. Na stacji zatrzymują się tylko pociągi osobowe. Stacja, wbrew nazwie, leży na terenie osiedla Lipa Piotrowska, a nie na terenie Osobowic. Od stacji odchodzi bocznica do Centrostalu. Na stacji znajduje się wybudowany na planie prostokąta dwukondygnacyjny dworzec pełniący funkcję nastawni, do którego przylegają dwa parterowe skrzydła, które jedno z nich jest przeznaczone do obsługi podróżnych. W pierwszej połowie lat dziewięćdziesiątych w ramach modernizacji linii został wyremontowany dworzec oraz stacja (układ torowy, systemy sterowania ruchem, perony) z wyjątkiem toru obsługującego jedną z krawędzi peronowych.

## Ruch pasażerski
| Rok  | Wymiana pasażerska na dobę |
| ---- | -------------------------- |
| 2017 | 290-299                    |
| 2022 | 200-299                    |

## Galeria

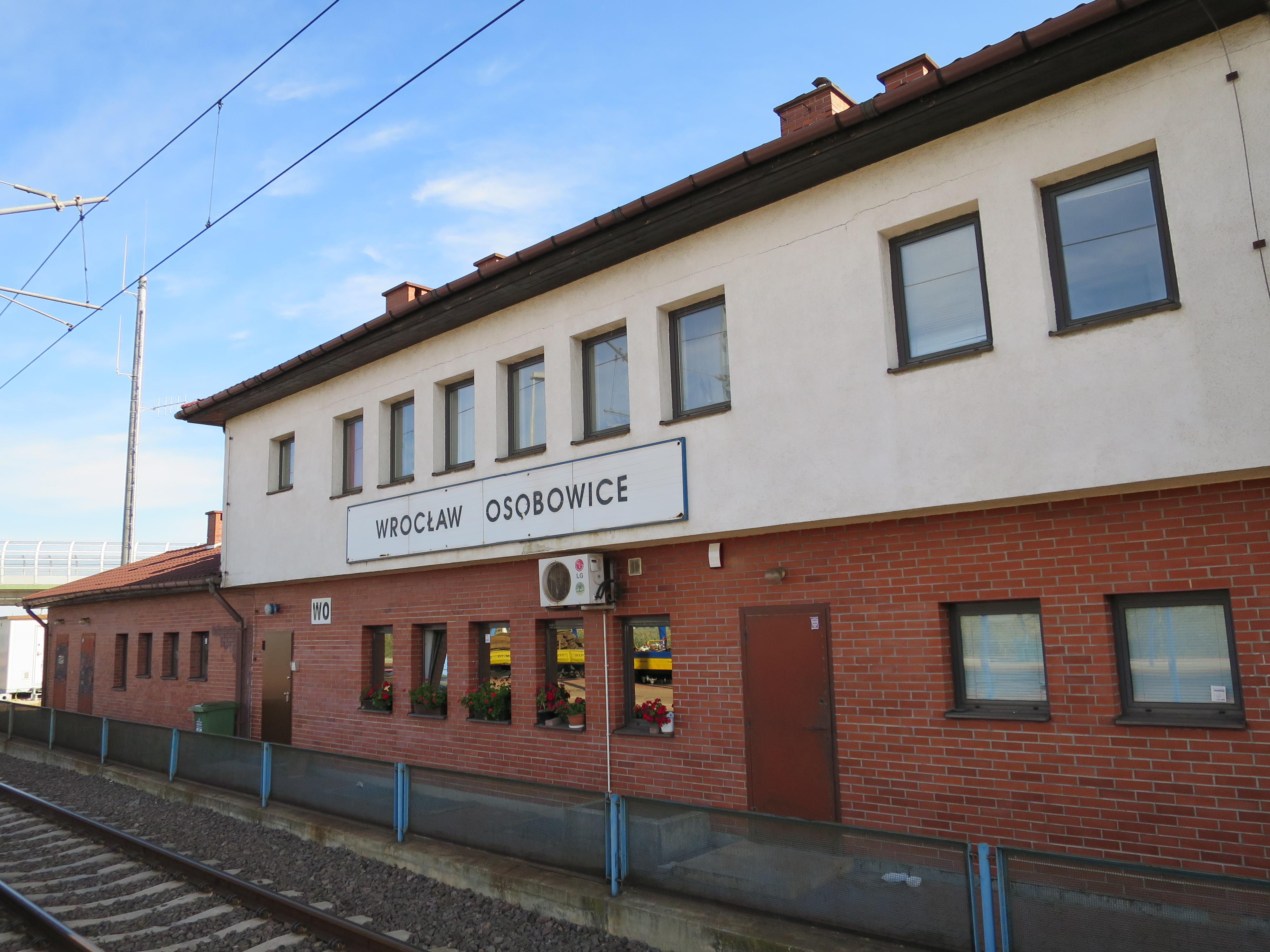
Nastawnia WO
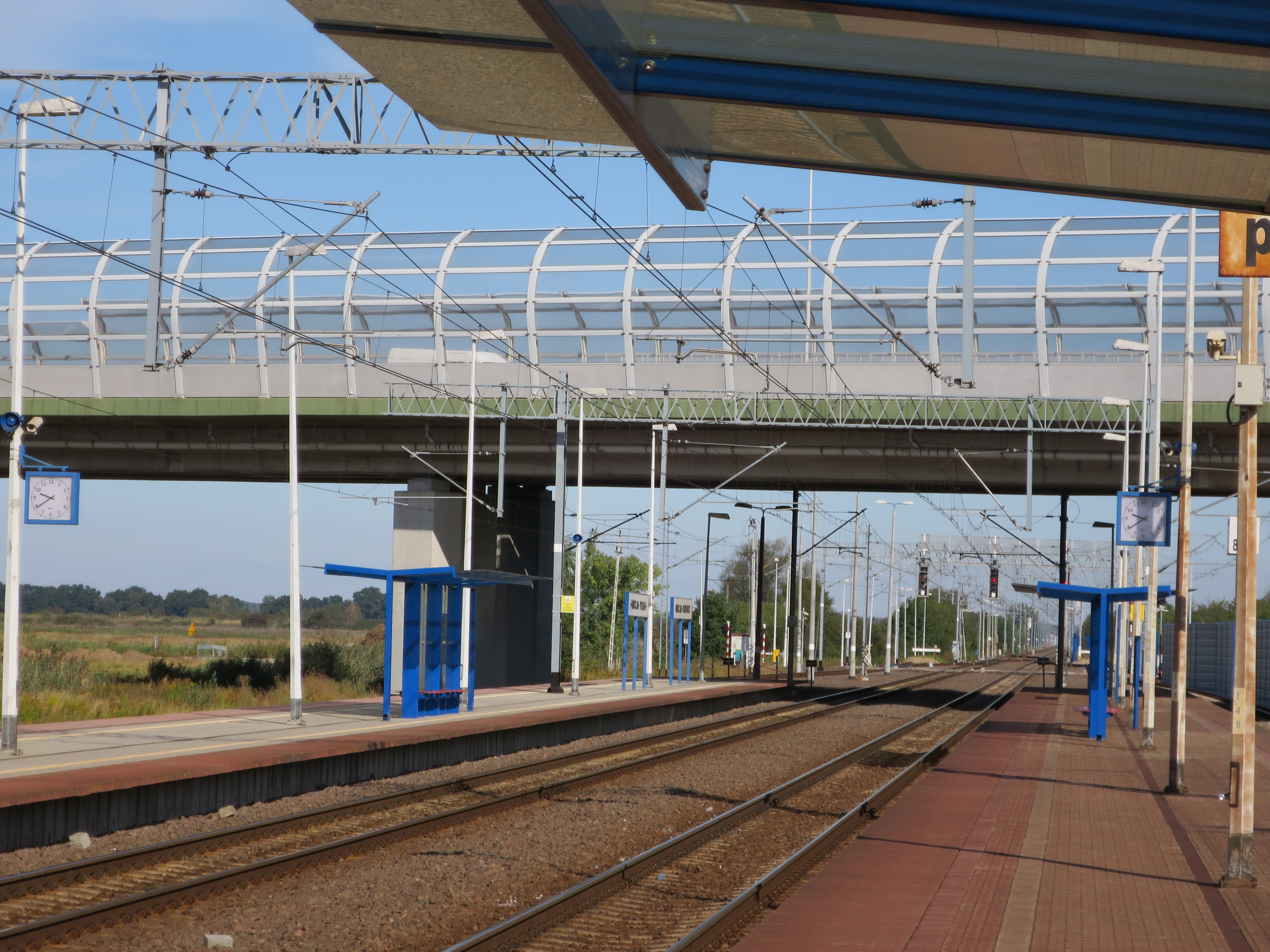
Perony
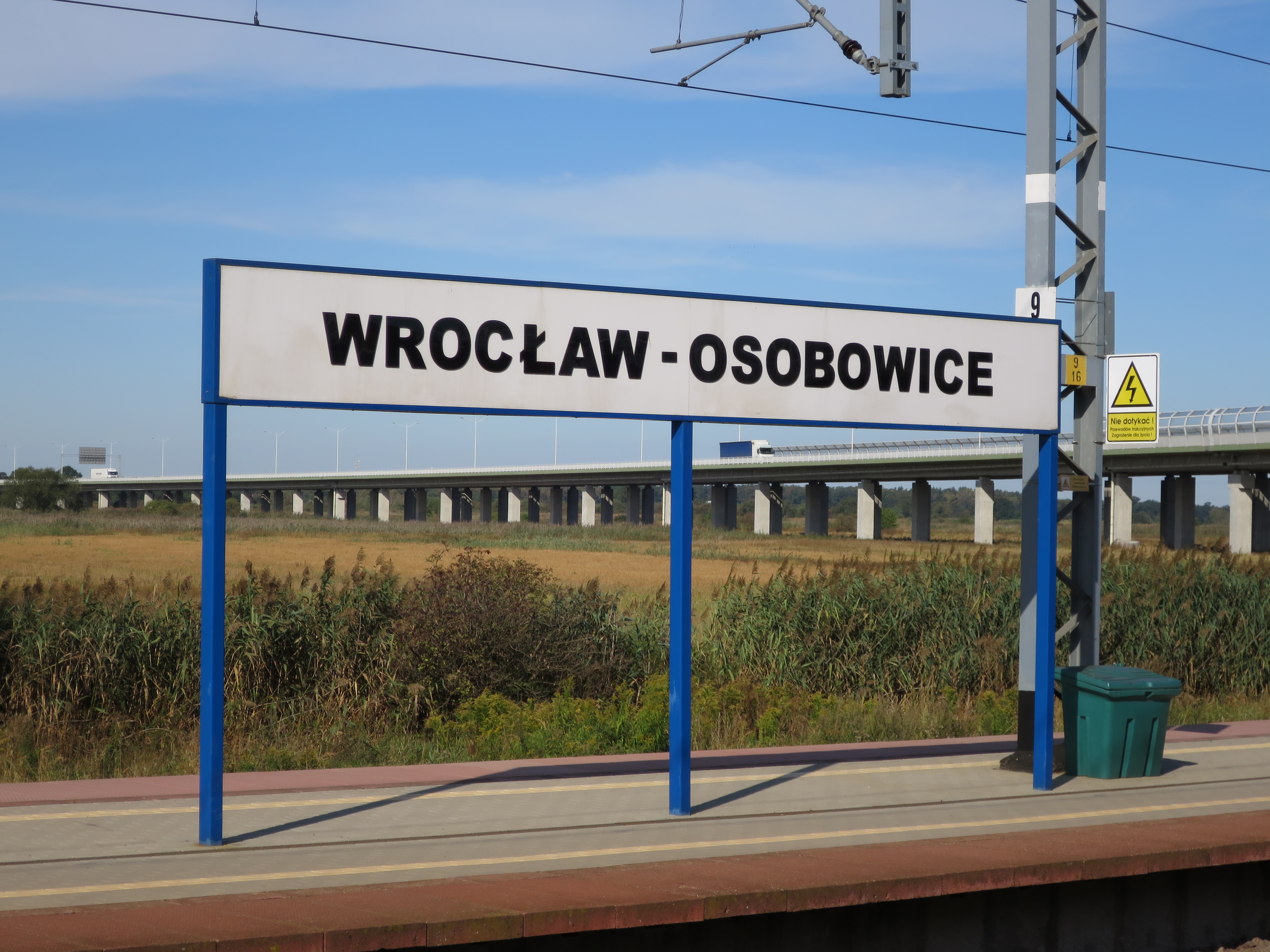
Tablica stacyjna